# Le Souffle de la pierre d'Irlande
Le Souffle de la pierre d'Irlande est une série de cinq romans écrits par Éric Simard. Les différents tomes sont parus entre 1999 et 2012 chez Magnard. La série a d'abord été illustrée par Anne-Claire Payet, puis par Joseph Vernot pour la réédition de 2012.

## Synopsis
Cette saga mettant en valeur l'Irlande et son folklore traite des aventures de William. Il s'agit d'un collégien emménageant en Irlande, à Clifden, afin que sa mère puisse reprendre les travaux de recherche sur un mystérieux tombeau des Tuatha Dé Danann de son père, disparu un an plus tôt. Mais William se retrouve aspiré au cœur des légendes irlandaises, qui le mènent à partir à la recherche de sa propre identité. Durant son périple, il rencontre de nombreux personnages mythiques qui le guideront dans sa quête de lui-même, ainsi que pour protéger l'Irlande.

## Liste des tomes
1. Le Feu, Magnard Jeunesse, 1999
2. L'Air, Magnard Jeunesse, 2004
3. La Terre, Magnard Jeunesse, 2007
4. L'Eau, Magnard Jeunesse, 2008
5. Le Brouillard, Magnard Jeunesse, 2012

## Résumé des tomes

### Le Feu
William, 12 ans, déménage avec sa mère en Irlande. C'est là-bas que son père a disparu, un an plus tôt, lors de recherches archéologiques dans son pays natal. C'est d'ailleurs pour poursuivre ces recherches que la mère de William décide de retourner à Clifden. Au collège il  se fait un ami, Stephen, mais surtout il tombe sous le charme de l'énigmatique Fiona. Le collégien se retrouve alors embarqué malgré lui au cœur de la légende des Tuatha Dé Danann. A cette rencontre avec Fiona et ce retour en Irlande suivent d'extraordinaires aventures, qui mèneront William à en savoir plus sur les légendes irlandaises, mais également plus sur lui-même.

### L'Air
William a désormais appris quelle était sa réelle identité. Guidé par Fiona et encouragé par Crom Dubh, le jeune garçon cherche à retrouver ses pouvoirs de guerrier Dé Danann.

### La Terre
Après avoir récupéré ses pouvoirs, William part maintenant à la recherche de son passé. Il cherche à récupérer ses souvenirs et notamment à savoir qui l'a fait chuter dans le monde des humains en le tuant. Cependant, cela ne se fait pas sans de nouvelles péripéties, en dévoilant toujours plus des légendes irlandaises.

### L'Eau
Dans ce tome-ci, William est sujet à de nombreuses révélations sur son passé. Il est désormais un véritable guerrier, qui se bat aux côtés de sa tribu (les Tuatha Dé Danann). Le sorcier Balor sait que l'épée de Lumière est réapparue et capture Anga, gardienne de l'Emeraude. Eriam tente de la sauver, mais Anga finit par mourir dans ses bras. 

### Le Brouillard
L'Irlande est aux mains de Balor. Sa magie noire a influencé tous les êtres, les leprechauns comme les humains, et la violence domine de plus en plus. Mais Eriam, Saol, Bran, Crom Dubh et Dynn ont juré de se battre jusqu'à la mort pour rétablir le pouvoir des Tuatha Dé Danann sur l'Irlande.

## Prix et récompenses
- 2000 : Grand Prix des Jeunes Lecteurs de la PEEP[1]
- 2001 : Prix des Incorruptibles catégorie CM2/6ème[2]
- 2001 : Prix Européen du Roman pour enfants[3]